# Pulverdingen

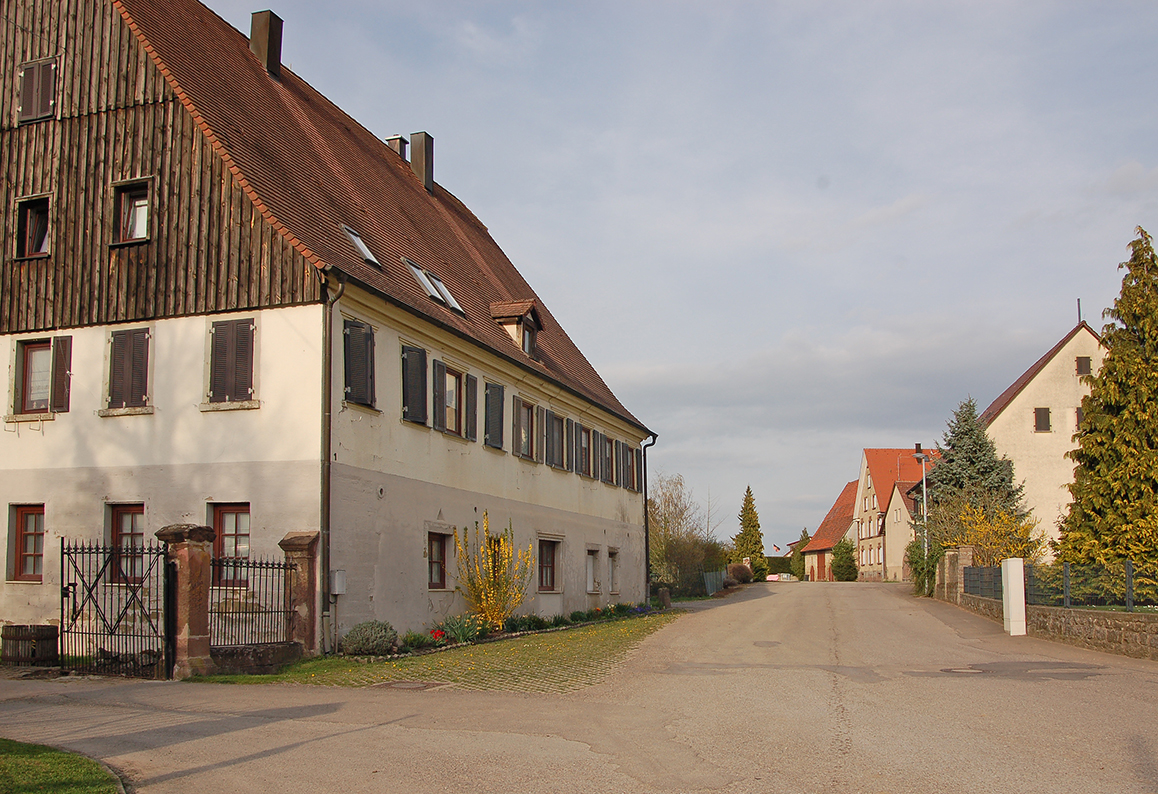
Pulverdingens Hauptstraße

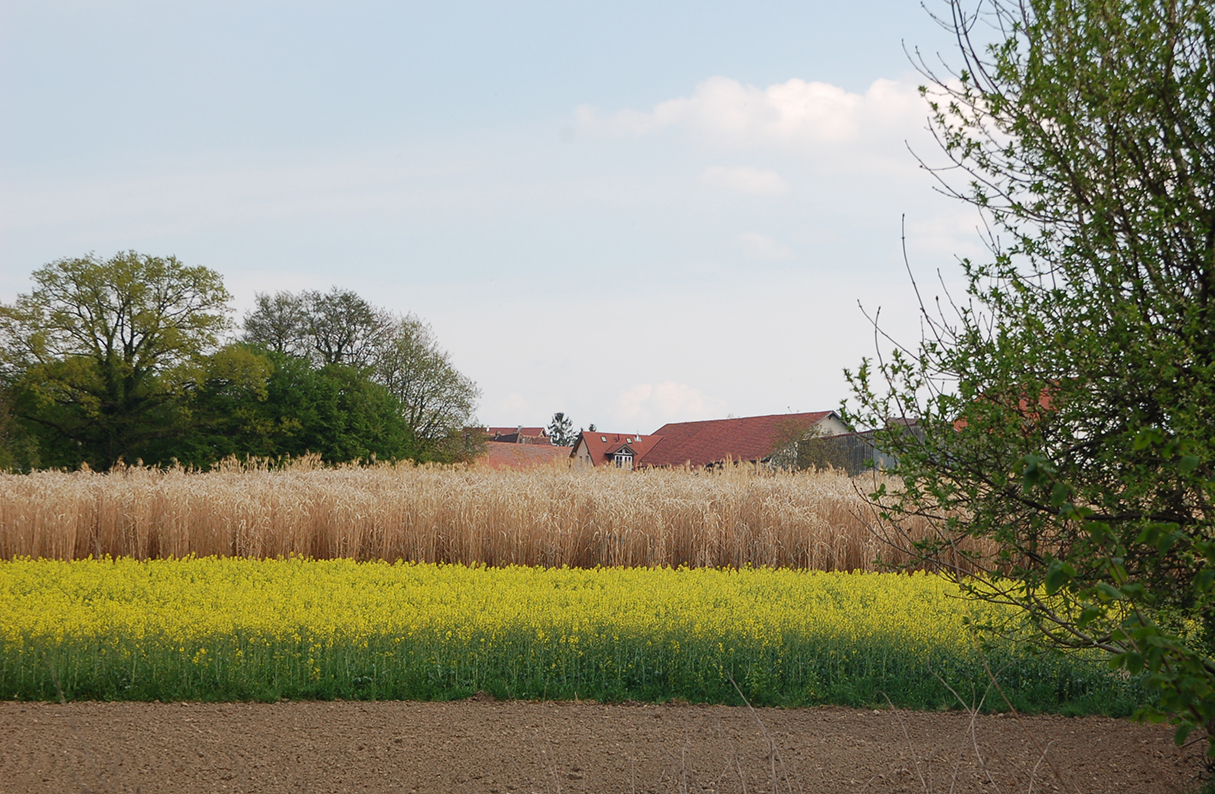
Energiepflanzen-Anbau am Ortsrand von Pulverdingen

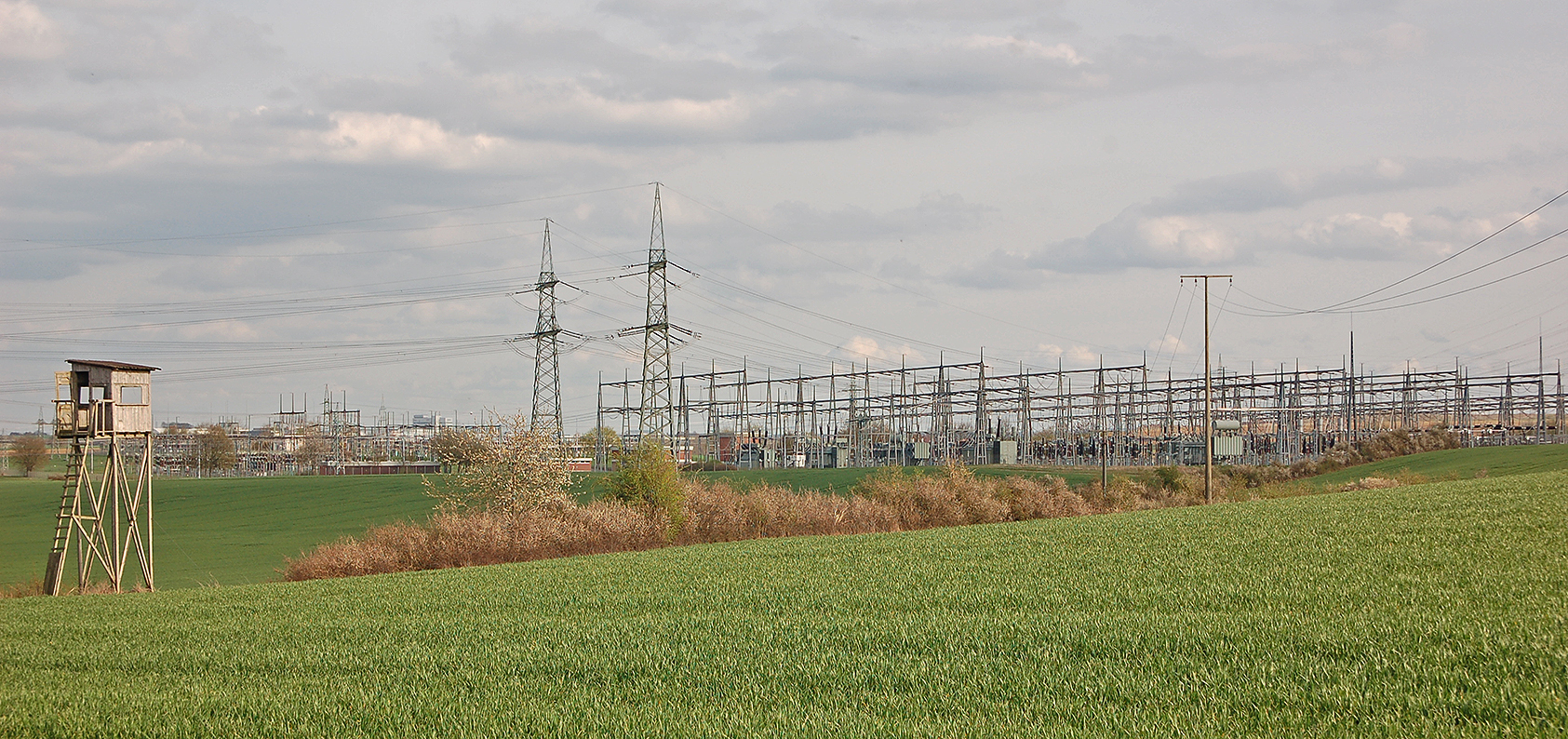
Umspannwerk Pulverdingen

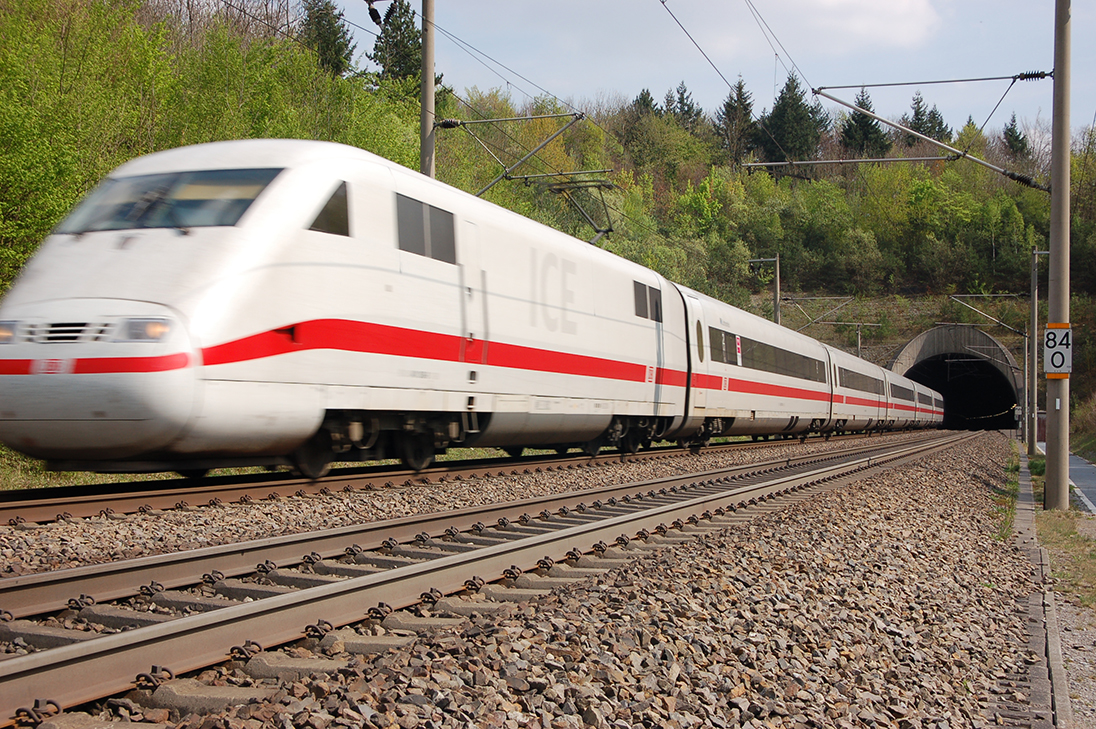
Westportal des Bahntunnels unter dem Pulverdinger Holz

Pulverdingen, auch Pulverdinger Hof genannt, ist der Name eines Weilers zwischen Markgröningen und der B 10, der nach einer Wüstung um eine ehemalige Domäne der württembergischen Herzöge neu entstanden ist. Politisch gehört Pulverdingen heute zum Stadtteil Enzweihingen von Vaihingen an der Enz im Landkreis Ludwigsburg.

## Geographie

### Benachbarte Siedlungen
Pulverdingen, einst Burveldingen oder Borveltingen geschrieben, hat heute rund 60 Einwohner. Benachbarte Siedlungen sind im Uhrzeigersinn Unterriexingen, Talhausen, Aichholzhof und Schönbühlhof (alle zu Markgröningen), Hochdorf (zu Eberdingen), Enzweihingen mit dem Leinfelder Hof (zu Vaihingen an der Enz) und Oberriexingen.
Nördlich des Weilers befand sich am Rand des Unteren Pulverdinger Holzes einst die Burg Dauseck und eine wüst gefallene Siedlung. Zwischen Pulverdingen und dem Schönbühlhof verweist der Flurname „Im Böhringer“ auf eine ehemalige Siedlung namens Böhringen.

### Landwirtschaft
Die Siedlung ist noch stark landwirtschaftlich geprägt. Es gibt zwei Hofläden und einen Stand an der B 10 zur Direktvermarktung. Zuerwerb bietet den Bauern auch die Pferdepension und der Anbau von Energiepflanzen wie Raps und Miscanthus. Von den sieben stattlichen Höfen aus der Gründerzeit im 18. und 19. Jahrhundert liegen zwei heute brach. Am Ortsrand sind moderne landwirtschaftliche Betriebsgebäude hinzugekommen.

### Namensgebend für Infrastruktur

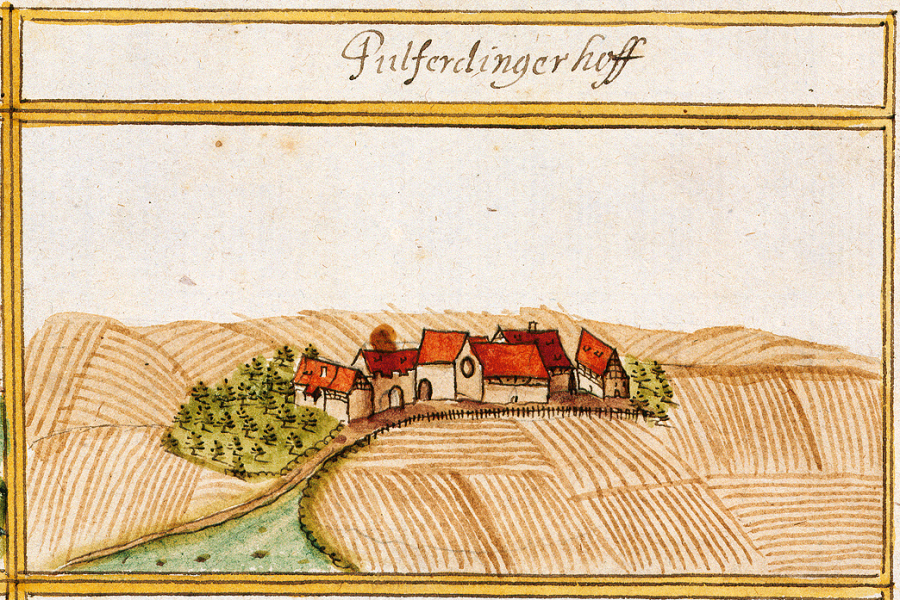
Domäne „Pulverdingerhoff“ 1682 im Kieserschen Forstlagerbuch

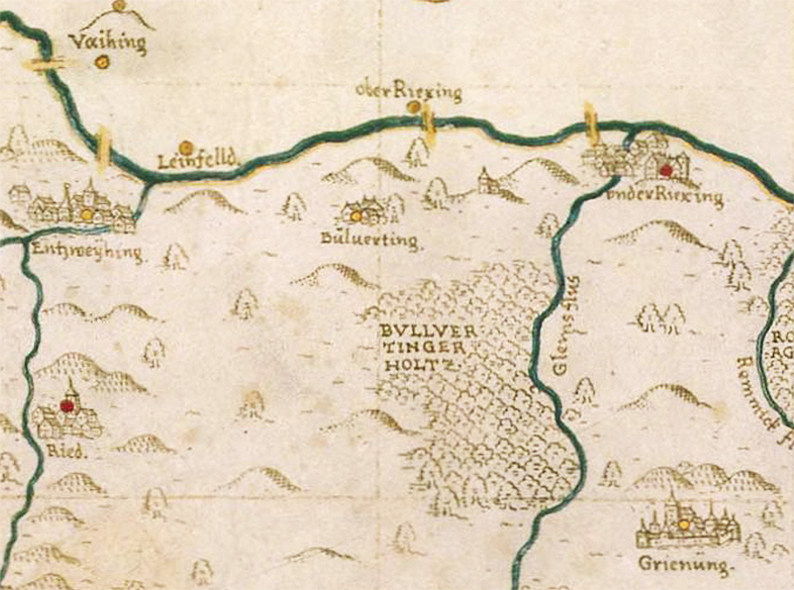
1590 platzierte Gadner „Bullvertingen“ abweichend vom heutigen Standort bei der Dauseck

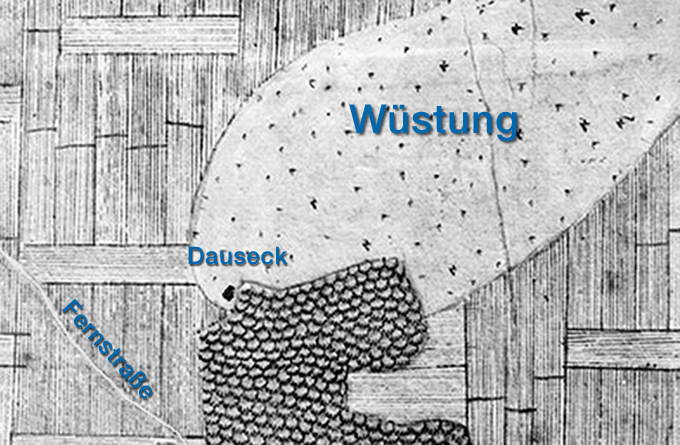
Kieser verzeichnete 1682 im Dauseck eine große Wüstung

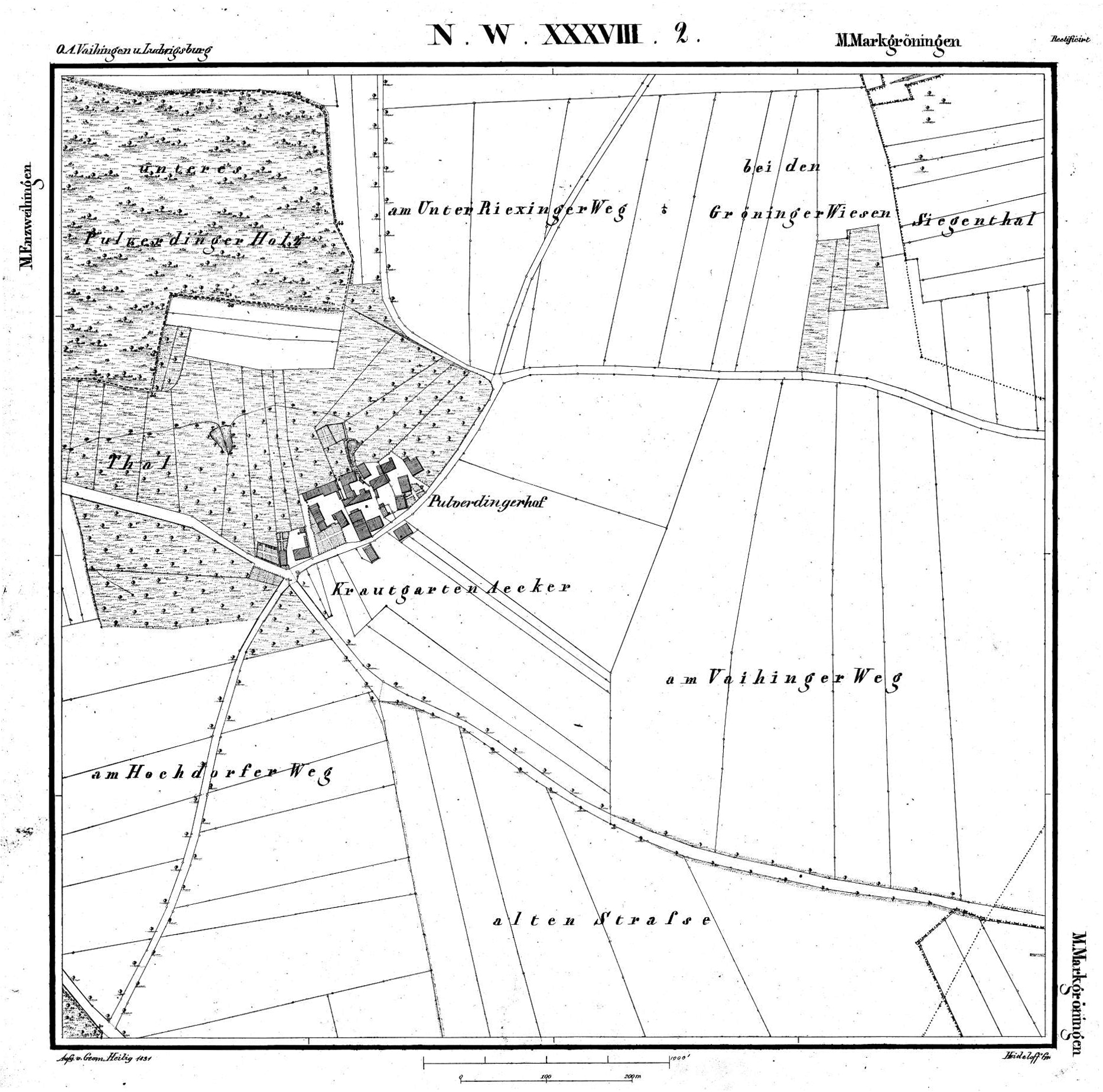
Weiler „Pulverdingerhof“ auf der Urflurkarte von 1831

Der Wasserturm Pulverdingen im Pulverdinger Holz, der Pulverdinger Tunnel der Schnellfahrstrecke Mannheim–Stuttgart und das Umspannwerk Pulverdingen tragen den Namen des Weilers. Das große Umspannwerk für 380 kV, 220 kV und 110 kV der Transnet BW und Netze BW liegt allerdings auf Markgröninger Gemarkung.

## Geschichte

### Dorf mit eigener Ortsherrschaft
Die erste urkundliche Nennung von Pulverdingen stammt von 1147. Laut Württembergischem Urkundenbuch eine Fälschung, in der der Name eines offenbar hier ansässigen Freiherren „von Borveltingin“ geschrieben wurde. 1152 wurde dieser Freie „Adelbertus de Burfeldingen“ genannt. 1160 wird derselbe relativ prominent ebenfalls in einer Urkunde von Bischof Günther von Speyer zusammen mit überwiegend benachbarten und vermutlich verwandten Freien und Ministerialen genannt: „Wolfram scilicet de Winisberg (Weinsberg), Adelbreth de Burfultingin (Pulverdingen), Sigewart de Uraha (Aurich), Cunrat de Nuzdorf (Nußdorf), Cunrat de Lomersheim, Wernhere de Russewag (Roßwag), Cunrat de Ammera, Cunrat de Remichingin (Remmigheim), Heinrich de Wihingin, Wortwin de Wihingin (Enzweihingen).“ Die drei letztgenannten waren Ministeriale des Grafen Egino von Vaihingen. Dass sich ein Geschlecht von Edelfreien nach Pulverdingen benannt hat, lässt ebenso wie die überlieferte eigene Markung den Schluss zu, dass der Ort im Hochmittelalter größer war und einen Adelssitz hatte. Ob dieser am heutigen Siedlungsstandort lag oder an einem der zwei bekannten Burgställe in der näheren Umgebung, ist ungeklärt. Nördlich des Pulverdinger Holzes befand sich die Burg Dauseck, westlich vom Aichholzhof könnte der überlieferte Flurname „Schlössle“ auf eine mittelalterliche Burg oder, wie römische Funde nahelegen, auf einen großen römischen Gutshof (100 Meter im Quadrat) im Gewann Roll hinweisen.
Im 12. Jahrhundert vermachten Konrad von Altheim und Ulrich von Höfingen Besitz in Pulverdingen an das Kloster Hirsau. An dasselbe Kloster vergab ein „Hildebrant de Burbeltingen“ „Besitzungen“ in Bietigheim. Über das weitere Schicksal des Ortsadels herrscht Unklarheit. 
Möglicherweise war der 1239 in einer Stiftungsurkunde seiner Schwester Betta aufgeführte Albert Burveltinger ein Nachfahre dieses Geschlechts und Ministerialer des Grafen Konrad I. von Vaihingen. Um 1304 stiftete „Ludwig von Bulvertingen“ dem Katharinenspital in Esslingen Güter in Vöhingen.

### Standortverlagerung nach Wüstung?
1537 hat das einst selbstständige und vermutlich im Dreißigjährigen Krieg wüst gefallene Dorf noch existiert, was ein Strafprozess gegen „Jörg Schuchmacher aus Pulverdingen“ belegt. Bei der Schlichtung eines Streits der Freiherren von Münchingen, von Nippenburg und von Hemmingen um das niedere Jagdrecht wird Pulverdingen 1598 mit eigener Markung aufgeführt.
1590 lokalisierte der bereits recht zuverlässig arbeitende Kartograph Georg Gadner das Dorf statt im Süden an der Nordwestspitze des Unteren Pulverdinger Holzes, wo Andreas Kieser 1682 eine Wüstung bei der ehemaligen Burg Dauseck verzeichnete (siehe Karten). Nach der Schlacht bei Nördlingen wurde der Pulverdinger Hof laut Bilfingers Belagerungschronik am 6. Dezember 1634 um zwei Uhr morgens von kaiserlichem Fußvolk eingeäschert. Am 12. Dezember 1634 ließ der Asperger Festungskommandant unter Zeugen eine Truhe des „Mayers“ vom Pulverdinger Hof aufbrechen und die darin gefundene Summe von über 1000 Gulden unter seinen Soldaten verteilen.
Bedingt durch die Wüstung und die Aufteilung der ehemaligen Pulverdinger Markung an Unterriexingen, Grüningen und Enzweihingen könnte demnach im Zuge der Neugründung des Ortes bei der Domäne Pulverdinger Hof durch das Haus Württemberg eine Standortverlagerung vollzogen worden sein. 
Die Domäne, die zeitweise insbesondere der Schäferei diente, war bei Grüninger Bauern traditionell nicht gut gelitten, weil die herrschaftlichen Schäfer des Öfteren Schäden auf ihren Äckern anrichteten. Im Zuge der 1751 begonnenen Flurbereinigung des großteils brach liegenden Grüninger „Aussfelds“ westlich der Glems, musste die Oberamtsstadt zudem Flächen für eine neue Pulverdinger Markung abtreten. Wie beabsichtigt hat sich danach aus der Domäne Pulverdinger Hof der Weiler Pulverdingen entwickelt – mit sieben großen landwirtschaftlichen Gehöften und eigener Schule, an der 1856 ein Lehrer unterrichtete. Zur selbständigen Gemeinde reichte es allerdings nicht. In der Oberamtsbeschreibung von 1856 wurde Pulverdingen als Ortsteil Enzweihingens beschrieben.

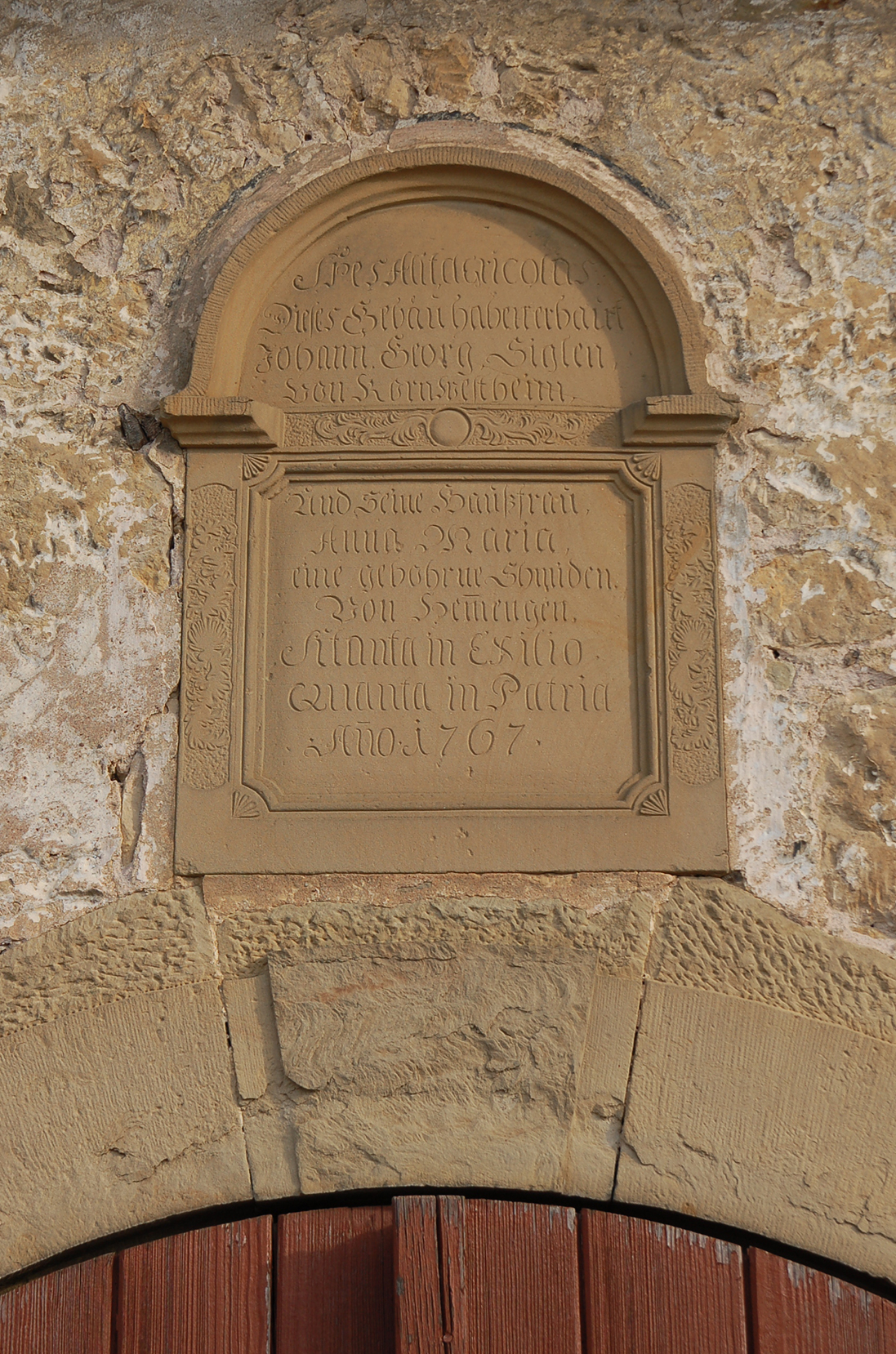
Johann Georg Sigle und Anna Maria Schmid (1767)

Zu den Pulverdinger Neusiedlern zählten auch Johann Georg Sigle aus Kornwestheim und seine Frau Anna Maria Schmid aus Hemmingen, an die ein Gedenkstein von 1767 an einem „Ökonomiegebäude“ erinnert.